# PSV Eindhoven
Philips Sport Vereniging (phát âm tiếng Hà Lan: [ˈfilɪps ˌspɔrt fəˈreːnəɣɪŋ]; tiếng Anh: Philips Sports Union), viết tắt là PSV và được biết đến trên thế giới với tên gọi PSV Eindhoven [ˌpeːjɛsˈfeː ˈɛintɦoːvə(n)], là một câu lạc bộ thể thao đến từ Eindhoven, Hà Lan đang chơi ở Eredivisie, hạng đấu cao nhất của bóng đá Hà Lan. Họ được biết đến nhiều nhất với câu lạc bộ bóng đá chuyên nghiệp chơi ở giải Eredivisie kể từ khi giải được thành lập vào năm 1956. Cùng với Ajax và Feyenoord, PSV là một trong ba ông lớn thống trị giải Eredivisie.
Câu lạc bộ được thành lập vào năm 1913 với tư cách là đội bóng dành cho các nhân viên công ty Philips. Lịch sử của PSV bao gồm hai kỷ nguyên vàng xoay quanh chức vô địch Cúp UEFA vào năm 1978 và chức vô địch Cúp C1 châu Âu 1987-88 như một phần của cú ăn ba mùa giải vào năm 1988. Đội bóng đã vô địch Eredivisie 24 lần, Cúp KNVB 10 lần và Johan Cruyff Shield 10 lần. Trong suốt những năm qua, PSV gây dựng chính mình như là bước đệm dành cho những cầu thủ đẳng cấp thế giới trong tương lai như Ruud Gullit, Ronald Koeman, Romário, Ronaldo, Phillip Cocu, Jaap Stam, Park Ji-sung, Ruud van Nistelrooy, và Arjen Robben.

## Thành tích
- Vô địch Hà Lan: 25
  - 1929, 1935, 1951, 1963, 1975, 1976, 1978, 1986, 1987, 1988
  - 1989, 1991, 1992, 1997, 2000, 2001, 2003, 2005, 2006, 2007
  - 2008, 2015, 2016, 2018, 2024
- Cúp Quốc gia Hà Lan: 10
  - 1950, 1974, 1976, 1988, 1989, 1990, 1996, 2005, 2012, 2022
- Siêu cúp Hà Lan: 11 (Kỉ lục của Hà Lan)
  - 1992, 1996, 1997, 1998, 2000, 2001, 2003, 2008, 2012, 2015, 2016
- UEFA Champions League/Cúp C1: 1
  - 1988
- Tập tin:UEFA Cup (adjusted).png Cúp UEFA/Cúp C3: 1
  - 1978
- Peace Cup: 1
  - 2003

## Cầu thủ

### Đội hình đội một
Tính đến ngày 2/9/2024.
Ghi chú: Quốc kỳ chỉ đội tuyển quốc gia được xác định rõ trong điều lệ tư cách FIFA. Các cầu thủ có thể giữ hơn một quốc tịch ngoài FIFA.
| Số | VT | Quốc gia  | Cầu thủ                   |
| -- | -- | --------- | ------------------------- |
| 1  | TM | Argentina | Walter Benítez            |
| 2  | HV | Hà Lan    | Rick Karsdorp             |
| 4  | HV | Hà Lan    | Armando Obispo            |
| 6  | HV | Hà Lan    | Ryan Flamingo             |
| 7  | TV | Hoa Kỳ    | Malik Tillman             |
| 8  | HV | Hoa Kỳ    | Sergiño Dest              |
| 9  | TĐ | Hà Lan    | Luuk de Jong (đội trưởng) |
| 10 | TĐ | Hà Lan    | Noa Lang                  |
| 11 | TĐ | Bỉ        | Johan Bakayoko            |
| 14 | TĐ | Hoa Kỳ    | Ricardo Pepi              |
| 16 | TM | Hà Lan    | Joël Drommel              |
| 17 | TV | Brasil    | Mauro Júnior              |
| 18 | HV | Pháp      | Olivier Boscagli          |

| Số | VT | Quốc gia     | Cầu thủ          |
| -- | -- | ------------ | ---------------- |
| 20 | TV | Hà Lan       | Guus Til         |
| 21 | TĐ | Maroc        | Couhaib Driouech |
| 22 | TV | Hà Lan       | Jerdy Schouten   |
| 23 | TV | Hà Lan       | Joey Veerman     |
| 24 | TM | Hà Lan       | Niek Schiks      |
| 26 | TV | Hà Lan       | Isaac Babadi     |
| 27 | TĐ | México       | Hirving Lozano   |
| 28 | TV | Hà Lan       | Tygo Land        |
| 34 | TV | Maroc        | Ismael Saibari   |
| 35 | HV | Na Uy        | Fredrik Oppegård |
| 37 | TV | Hoa Kỳ       | Richard Ledezma  |
| 39 | HV | Burkina Faso | Adamo Nagalo     |
| —  | TĐ | Hà Lan       | Fodé Fofana      |

### Cho mượn
Ghi chú: Quốc kỳ chỉ đội tuyển quốc gia được xác định rõ trong điều lệ tư cách FIFA. Các cầu thủ có thể giữ hơn một quốc tịch ngoài FIFA.
| Số | VT | Quốc gia | Cầu thủ                                   |
| -- | -- | -------- | ----------------------------------------- |
| —  | TM | Bỉ       | Kjell Peersman (tại Lierse đến 30/6/2025) |